# چین یو فانگ
چین یو فانگ (انگلیسی: Chin Yu-fang؛ زاده ۱۹ اوت ۱۹۶۸) یک تکواندوکار تایوانی است.
او در مسابقات قهرمانی تکواندو جهان ۱۹۸۷ در بارسلونا موفق به کسب مدال برنز شد. در مسابقات قهرمانی تکواندو جهان ۱۹۸۹ در سئول، وی پس از شکست دادن مونیکا تورس در بازی نهایی، مدال طلا را در کلاس سبک‌وزن بدست آورد. او همچنین در مسابقات تکواندو قهرمانی آسیا حضور داشت و در سال ۱۹۸۶ یک مدال طلا و در سال ۱۹۸۸ یک مدال نقره کسب کرد.